# Phauloencyrtus
Phauloencyrtus is een geslacht van vliesvleugeligen uit de familie Encyrtidae. De wetenschappelijke naam van dit geslacht is voor het eerst geldig gepubliceerd in 1940 door Girault.

## Soorten
Het geslacht Phauloencyrtus is monotypisch en omvat slechts de volgende soort:
- Phauloencyrtus mirisimilis Girault, 1940